# شاهد الراهب نانغهي
شاهد الراهب نانغهي هو الكنز الوطني لكوريا الجنوبية الثامن والذي اختير في 20 ديسمبر 1962. يقع الشاهد في معبد سونغجسا، ورفع لتخليد ذكرى الكاهن نانغهي (اسمه عند الرهبنة مُيوم) أحد الرهبان البوذيين من عهد سلالة شلا الموحدة. كان نانغهي كبير رهبان معبد أوهابسا وبعد ازدهار المعبد سمي سونغجسا على يد الملك منسونغ.
في سنة 888 (الثانية من عهد الملكة جنسونغ) توفي ميوم فأعطته الملكة لقب بعد الوفاة نانغهي. للشاهد المرفوع في شمال غرب المعبد قاعدة على شكل سلحفاة والشاهد يعلوه صخرة للزينة. تضررت القاعدة ودفنت للعديد من السنوات حتى اكتشفت وأصلحت في سنة 1947. وجه السلحفاة متضرر جزئياً وله قرن دائري في أعلى الرأس ويبدو أن الفم يخرج النيران.
تاريخ رفع الشاهد غير موضح في نص الشاهد ولكن لأنه يوضح أن ستوبا الكاهن أنشئت في سنة 980 (السنة الرابعة من حكم الملكة جنسونغ) بعد سنتين من وفاة نانغهي، فإنه يعتقد أن الشاهد رفع في نفس هذا الوقت. يظهر الشاهد جمال مواهب النحت والتي تميز نهاية عصر مملكة شلا، وهذا يجلعها أحد أفضل وأكبر الشواهد من هذا العصر.